# Meeting aérien de Sunderland

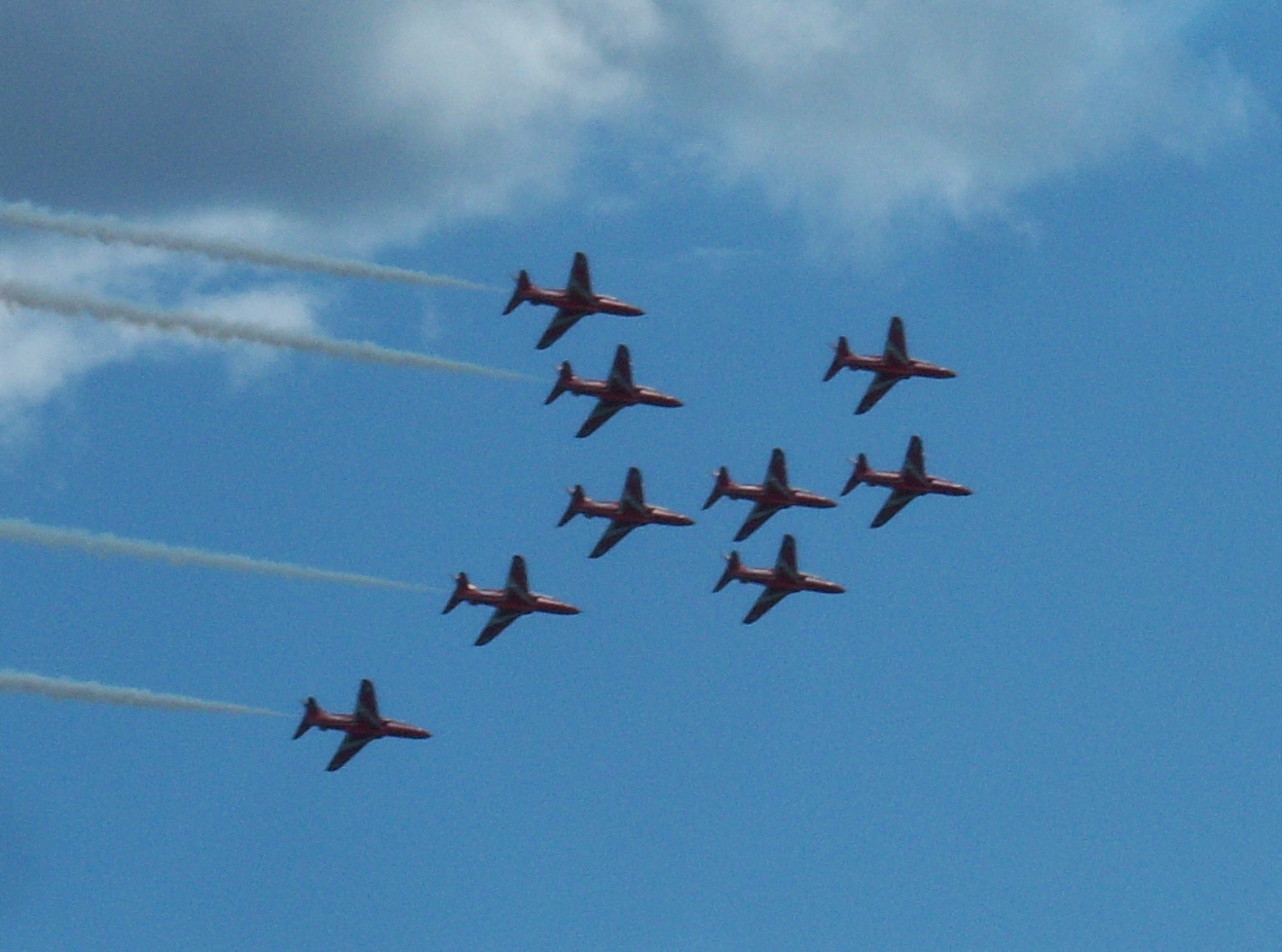
Les Red Arrows au meeting aérien de Sunderland en 2009.

Le meeting aérien de Sunderland (en anglais : Sunderland International Airshow) est l'un des plus grands meeting aériens gratuits d'Europe.
Tenu sur les fronts de mer de Roker (en) et de Seaburn (en) près de Sunderland, il se déroule sur trois jours, généralement le dernier week-end de juillet.
En plus des démonstrations aériennes, le front de mer accueille des stands commerciaux et des jeux forains. La Royal Navy envoie traditionnellement un navire de guerre au large de la côte chaque année, généralement le HMS Ocean.
Le salon aéronautique a été organisé pour la première fois en 1989 en une seule journée et devait être un événement unique, néanmoins, en raison de son succès, à partir de 1991, il est devenu un spectacle étalé sur deux jours puis trois jours.

## Affiliations
L'Aéroport international de Newcastle a été utilisé comme base principale pour l'avion exposé jusqu'en 2007 et de nouveau à partir de 2014, l'aéroport de Tees Valley (la base provisoire pour tous sauf l'avion exposé plus prestigieux 2007-14) était en déclin, et il semblait juste de partir de l'aéroport de Newcastle, car ils sont un sponsor officiel de l'événement.

## Spectacle aérien écologique
En 2007, le conseil municipal de Sunderland s'est associé à Gentoo et CarbonNeutral North East pour réduire et compenser toutes les émissions causées par l'organisation du spectacle de deux jours. Il y avait un village vert avec beaucoup de stands écologiques.

## Moments forts
Le salon a connu de nombreux moments forts au fil des ans, notamment :
- Red Arrows
- Eurofighter Typhoon
- Black Cats (Royal Navy)
- Harrier GR9
- The Blades (équipe acrobatique)
- F-16
- Battle of Britain Memorial Flight
- Falcons de la Royal Air Force
- Royal Marines Role Demo - 6 Assault Squadron
- RAF Chinoo
- Eastern Airways BAe Jetstream 41 North East England Livery
- Catalina

## Galerie

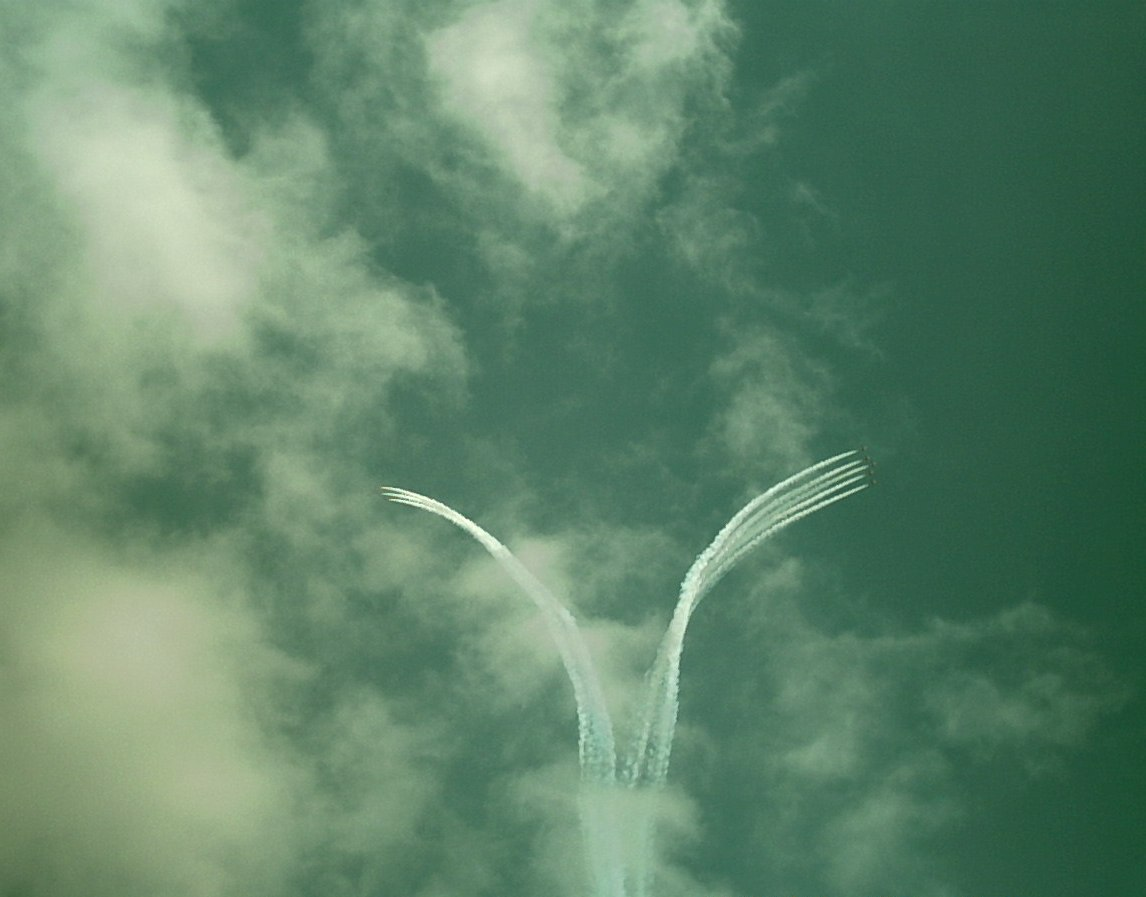
Les Red Arrows en 2005.
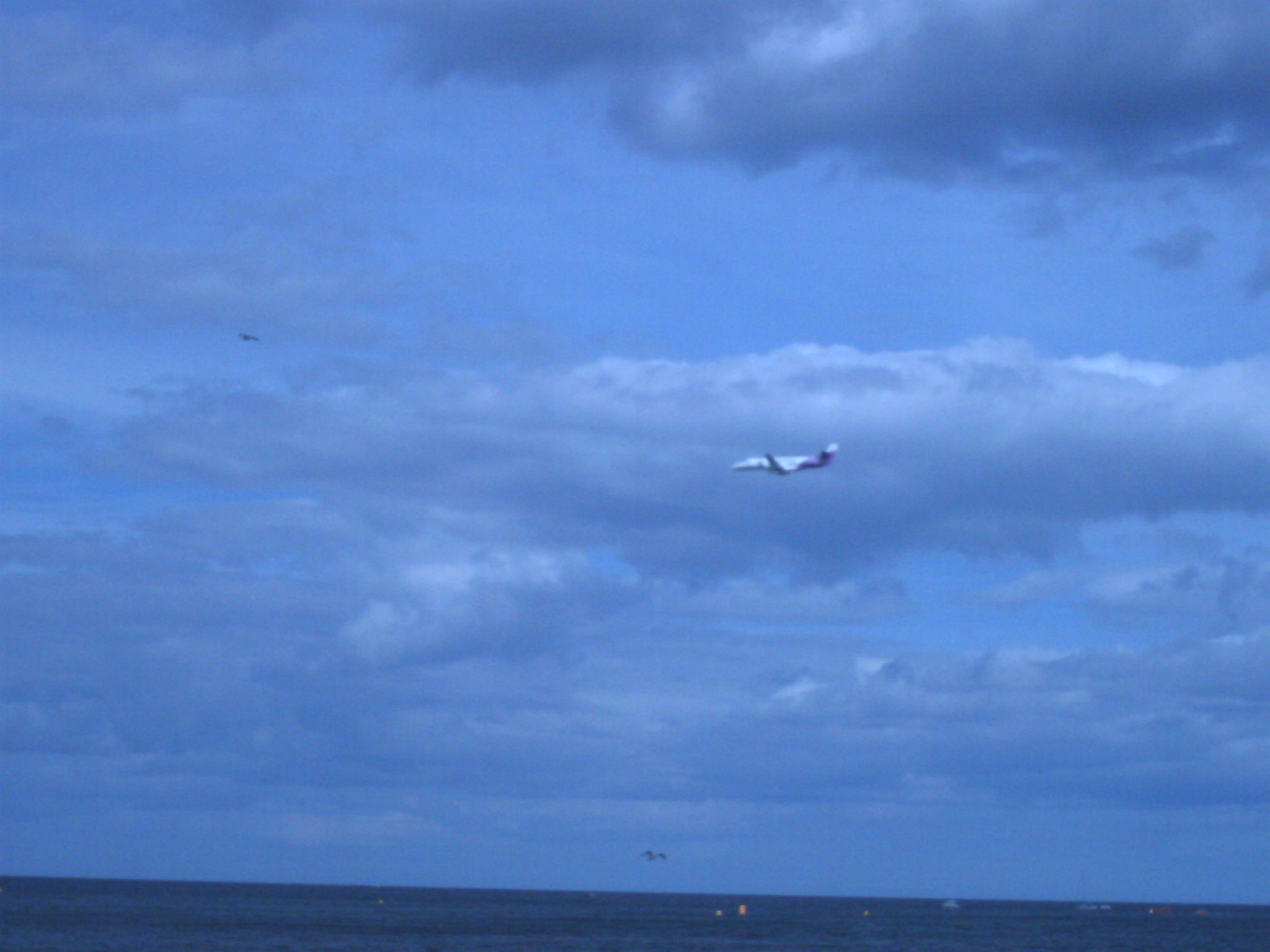
BAe Jetstream 41
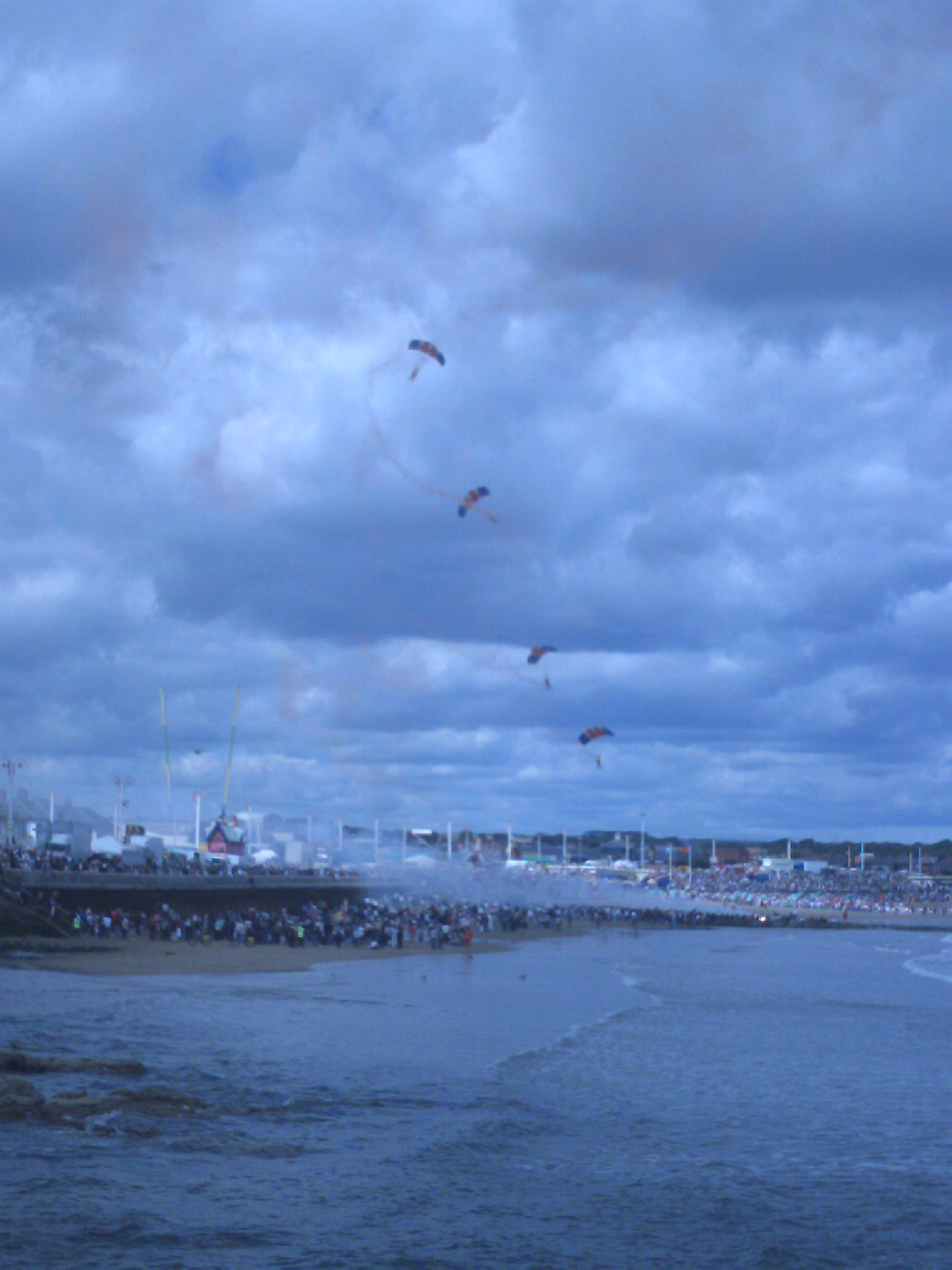
Les RAF Falcons atterrissant en 2007.
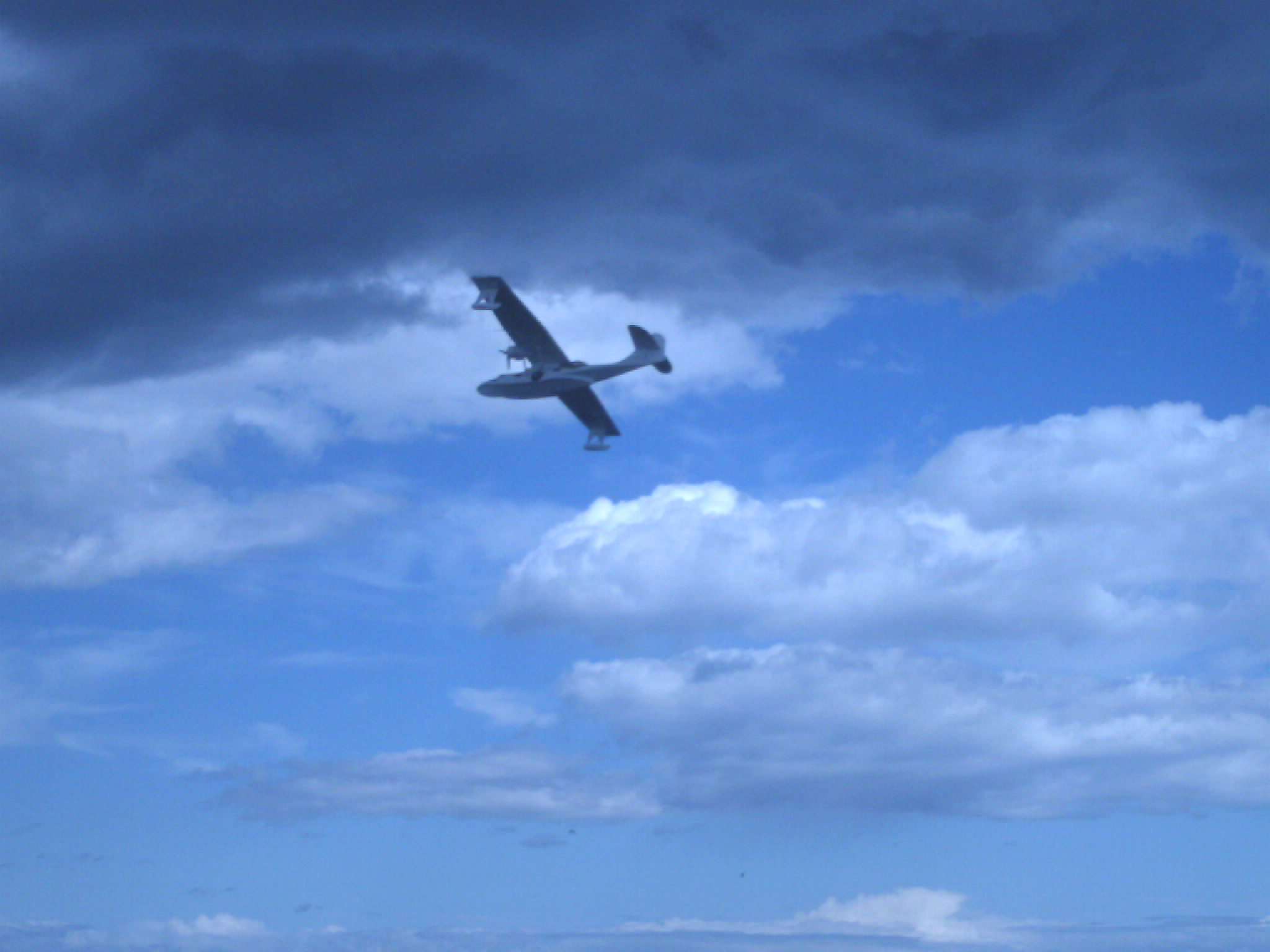
Catalina G-PBYA Au Sunderland Airshow 2007 avec des flotteurs prêts pour un atterrissage sur l'eau
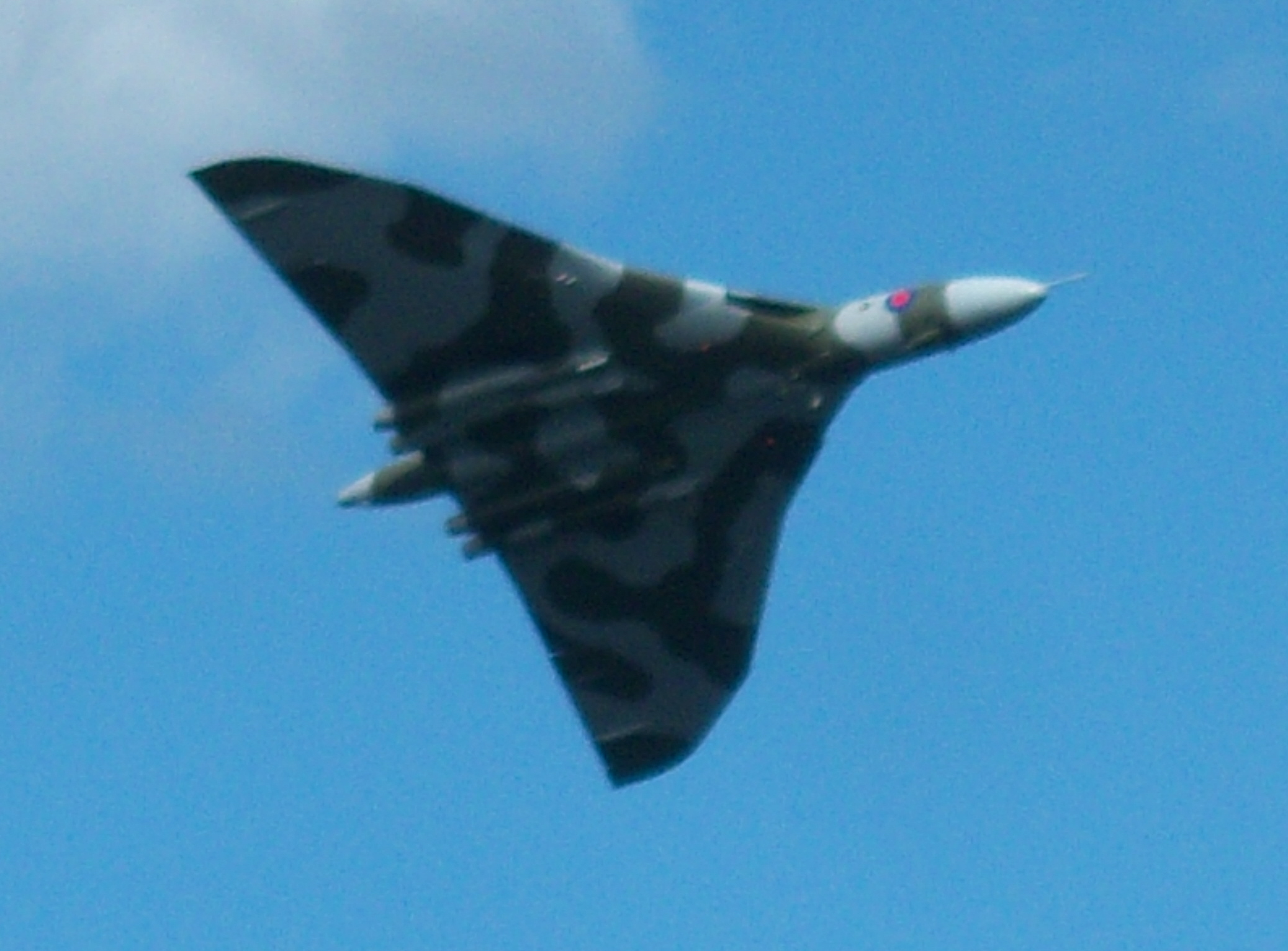
Vulcan en 2009
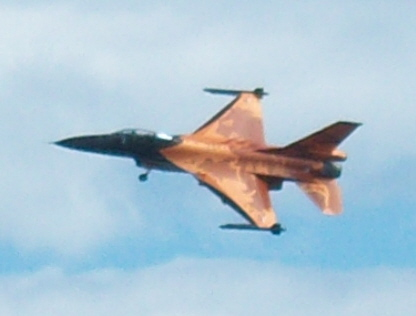
F-16 en 2009
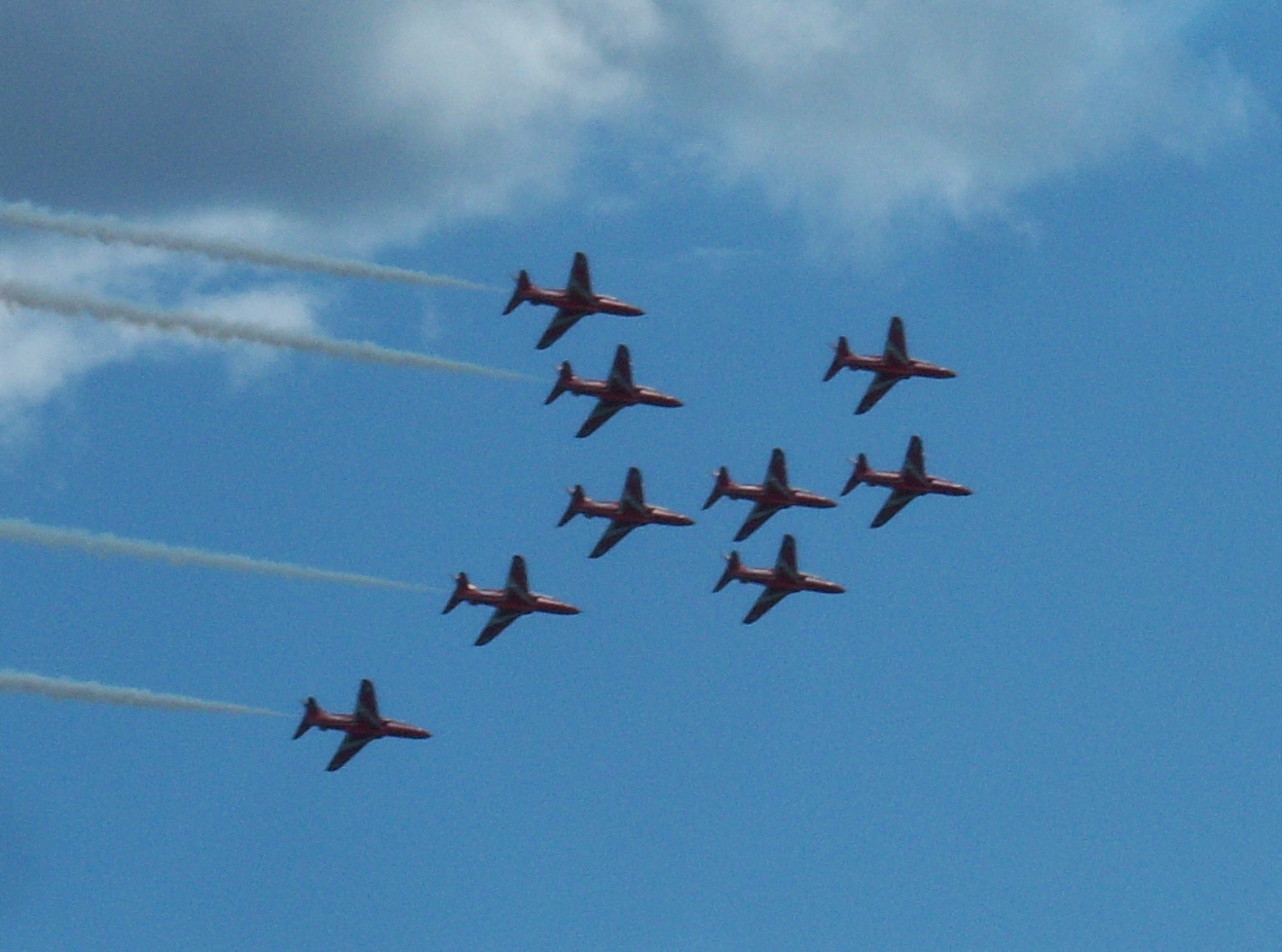
Red Arrows en 2009